# Giuseppe Cambiaghi

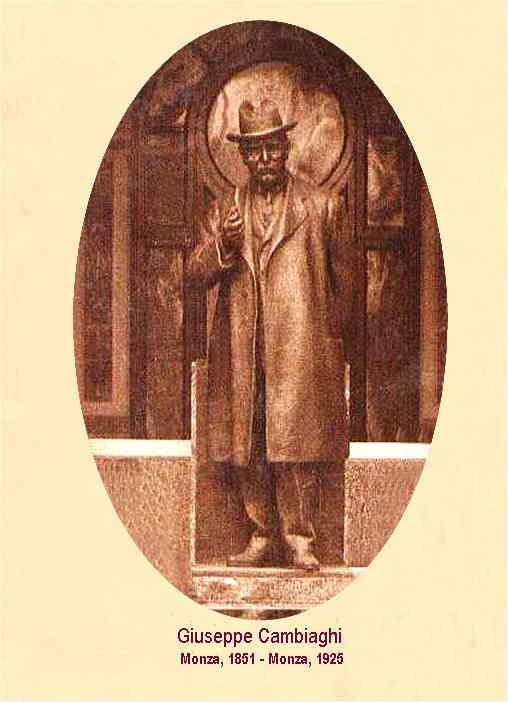
Giuseppe Cambiaghi (1851-1925)

Giuseppe Cambiaghi (Monza, 27 settembre 1851 – Monza, 27 novembre 1925) è stato un imprenditore italiano.

## Biografia
Nato nel 1851, figlio di un parrucchiere e di un'operaia, Giuseppe Cambiaghi comincia a lavorare all'età di quattordici anni nel cappellificio Valera.
Era quella l'epoca in cui fiorivano varie iniziative industriali nel settore dei cappellifici a Monza, città che presto ne era diventata il centro più importante in Italia. Il giovane operaio si fa presto notare per le sue capacità e diventa responsabile del magazzino.
Presto però matura in lui l'idea di mettersi in proprio: nel 1879, con altri soci, affitta una piccola fabbrica di cappelli semilavorati e si dà da fare per svilupparla. Prosperando negli affari trasferisce l'attività in uno spazio più ampio, nella zona monzese di Porta Lodi: il complesso è più moderno ed esegue il ciclo completo di produzione di cappelli.
Il 10 novembre 1877 sposa Giovanna Cattaneo (26 anni).
La produzione annua cresce dai trecentomila cappelli ai tre milioni, con esportazioni in America Latina, Australia, Estremo Oriente.
Impiega una forza lavoro di mille operai, costruendo per loro case allo Spalto Piodo, istituendo in fabbrica corsi di economia domestica per le figlie degli operai, una casa di riposo, una residenza per le vacanze e provvidenze per le operaie in maternità.
Il 22 dicembre 1905 era stato nominato Cavaliere, dell'Ordine al merito del Lavoro e nell'agosto 1921, Grande ufficiale dell'Ordine della Corona d'Italia.
Riposa al Cimitero urbano di Monza.
Di lui rimane un ritratto eseguito dal pittore monzese Emilio Parma nella quadreria dei benefattori dell'Ospedale San Gerardo di Monza.